# Generaciones cruzadas
Generaciones cruzadas fue un reality show chileno producido y transmitido por Canal 13.
26 participantes inicialmente entraron a la producción, quedando aislados en un recinto en Lonquén, al surponiente de Santiago de Chile. La premisa del concurso consiste en una competencia centrada en la lucha generacional entre padres e hijos, en la dinámica del programa habrá dos equipos, uno de padres y el otro de hijos, enfrentados, de los cuales un participante se irá eliminando cada semana. El ingreso de los participantes al concurso fue el día jueves 27 de febrero de 2014 y el programa se estrenó en televisión 10 días después, o sea el domingo 9 de marzo de 2014.
En el primer episodio, los participantes realizaron su primera prueba grupal en Puerto del Hambre, en Punta Arenas. Tras esta prueba inaugural, los 26 concursantes emprendieron una travesía en el Skorpios III, recorriendo los glaciares del extremo sur de Chile. A bordo, se llevó a cabo la primera división formal en equipos: padres e hijos fueron separados en dos bandos, y cada semana la competencia definiría quiénes pertenecerían al grupo de la diversión y quiénes deberían desempeñarse como empleados. En esta primera instancia, fueron los hijos quienes debieron atender a sus padres y cumplir labores propias de la tripulación del barco, inaugurando así la dinámica de jerarquías que marcaría el desarrollo del reality.
En términos de audiencia, Generaciones cruzadas debutó con un promedio de 16.3 puntos de rating en Internet, alcanzando un peak de 20 unidades entre las 22:31 y las 00:59 horas. Sin embargo, pese a su auspicioso arranque, el programa quedó en segundo lugar de sintonía detrás de Mega, que obtuvo 16.7 puntos con la emisión de la película Rápido y Furioso. Aun así, Canal 13 anunció con entusiasmo la continuidad del programa y programó el segundo episodio para el lunes siguiente, donde los participantes ingresarían formalmente a los dos espacios principales del encierro: la Casa de la Diversión y la Casa de las Obligaciones.
No obstante, a medida que avanzaban las semanas, Generaciones cruzadas comenzó a enfrentar una sostenida baja en su audiencia. Aunque inicialmente promedió 16.5 puntos, sus cifras fueron descendiendo paulatinamente, registrando 13.3 puntos en la primera semana, 12.9 en la segunda y llegando a una media de 9.5 puntos entre lunes y miércoles de la tercera semana. Esta caída llevó a que Canal 13 decidiera trasladar el programa a la segunda franja horaria, emitiéndolo a partir de las 23:30 horas, en reemplazo de su espacio original en el prime. Así, el reality que había nacido con la expectativa de revertir la alicaída sintonía del canal, terminó consolidándose como uno de los menos vistos de la historia del género en Chile, con un promedio de 11.9 puntos de rating entre marzo y abril de 2014.
Pese a las bajas cifras, Generaciones cruzadas logró mantener a sus auspiciadores principales durante todo su desarrollo, asegurando un equilibrio comercial que evitó su cancelación abrupta. Desde la interna de Canal 13 se confirmó que el programa cumpliría su ciclo completo, aunque no tendría un alargue como había sucedido con realities anteriores.
El martes 10 de junio de 2014, Generaciones cruzadas llegó a su fin tras poco más de tres meses en pantalla. Su productor ejecutivo, Sergio Nakasone, reconoció en entrevistas posteriores que el programa no logró conectar con la audiencia, atribuyendo el fenómeno más a un desgaste general del género de realities que a errores particulares en el casting o la producción. Nakasone defendió el proyecto asegurando que, si Generaciones cruzadas se hubiese emitido en un contexto previo al boom de Mundos Opuestos 1, probablemente habría tenido una recepción distinta. Asimismo, destacó el compromiso de su equipo de trabajo y valoró la experiencia como parte de los ciclos naturales de la televisión, donde el éxito y el fracaso son etapas inevitables.
De esta manera, Generaciones cruzadas se convirtió en una experiencia particular dentro de la historia de los realities de Canal 13: un formato que, si bien innovó en la temática de confrontación generacional y apostó por escenarios naturales espectaculares para su desarrollo inicial, no logró posicionarse dentro del selecto grupo de fenómenos de sintonía que caracterizaron a la "época dorada" del género en la televisión chilena.

## Producción

Comuna de Talagante, específicamente en Lonquén, en donde se filma el programa.

El programa se estrenó el 9 de marzo de 2014 por Canal 13. El centro de operaciones del programa está a una hora y media de Santiago y, como estrategia, Canal 13 no reveló el lugar para mantener el carácter de aislados. Lonquén, en Chile, será el lugar que alojará al búnker donde se hospedaban los participantes, y donde se realizaban las grabaciones cotidianas. Para realizar el reality el director se inspiró tanto en películas como en reality shows internacionales.

### Casting
El casting para definir a los veintiséis integrantes de la experiencia comenzó en la semana del 26 de noviembre de 2013. Los concursantes están divididos en un grupo de personajes conocidos y otro de anónimos. De esta manera, el programa apostó por una combinación de rostros conocidos del espectáculo chileno y sus respectivos familiares, amigos o parejas, menos conocidos por el público. El objetivo del programa era enfrentar a duplas formadas por distintas generaciones en una competencia intensa de convivencia y desafíos.
Dentro de los primeros confirmados se encontraban figuras conocidas del espectáculo chileno y sus respectivos familiares. Tatiana Merino, reconocida ex showoman y actual sexóloga, ingresó al encierro junto a su hija Camila Merino, estudiante de teatro. También se sumaron Aynara Eder, modelo del programa Show de goles, y su padre Álvaro Eder, empresario dueño del primer sex shop del país. El bailarín brasileño Bruno Zaretti, exintegrante de Axé Bahía, ingresó acompañado por su madre, Goreti Rodrigues. La modelo y DJ argentina Daniela Cardone, en tanto, entró junto a su hijo Rolando “Junior” Pisanú, aspirante a actor. Otro dúo que llamó la atención fue el compuesto por Flavia Fucenecco, modelo y panelista de Toc Show de UCV Televisión, y su tía Rosa Reyna, quien la crio desde niña.
A ellos se sumaron el entrenador de fútbol y concejal Marcelo Zunino junto a su hija Michelle Zunino, y el reconocido cantante nacional Pablo Herrera, quien compartió esta experiencia con su hijo Bastián Herrera, también músico y productor musical. Desde el mundo de los docurreality, Perla Ilich, recordada por su participación en Perla, ingresó al programa junto a su madre Carolina del Carmen Nicolich. Por su parte, el modelo argentino Javier Oldani se presentó en compañía de su padre, Raúl Oldani, destacado médico cordobés.
Otras duplas que se integraron fueron la de Melissa Rojas, modelo y kinesióloga, junto a su padre Ricardo Rojas, entrenador de fútbol juvenil; Rodrigo Menares, hermano del ex chico reality Cristián Menares, con su hija Noana Menares; y la reconocida figura de Morandé con compañía, Dominique Lattimore, quien ingresó al reality junto a su madre, Cecilia Navarrete, exseleccionada nacional de básquetbol.
Finalmente, el reconocido poeta y exjurado de ¿Cuánto vale el show?, Erick Pohlhammer, completó el grupo de participantes, acompañado por su hijo, el músico y empresario José Miguel Pujol. De esta forma, Generaciones cruzadas reunió a un diverso grupo de participantes, cuyas diferencias de edad, carácter y experiencia prometían generar intensos conflictos y alianzas a lo largo de la competencia.

### Promoción
El primer spot promocional de Generaciones cruzadas se estrenó el miércoles 12 de febrero de 2014, marcando el inicio de la campaña publicitaria del programa. En este avance, se mostraba de manera humorística la vida cotidiana de un padre junto a su hijo, ilustrando escenas comunes de la convivencia familiar. A través de una serie de situaciones repetitivas —como el desayuno en la mesa, las discusiones frente al televisor o las diferencias en la elección de música— se transmitía la idea de una rutina diaria que, con el paso del tiempo, comenzaba a generar molestia en ambos. Lo que inicialmente parecía una convivencia pacífica y afectuosa, poco a poco se transformaba en un enfrentamiento de egos y competencias sutiles, retratando el choque generacional de una manera lúdica. La pieza audiovisual concluía sugiriendo que, más allá del cariño, las diferencias de edad y carácter entre generaciones podrían convertirse en un verdadero campo de batalla, anticipando el espíritu del reality que estaba por venir.

## Equipo del programa
- Presentadores: Sergio Lagos y Dominique Gallego lideran las competencias por parejas, los consejos de eliminación y los duelos de eliminación.

## Participantes
| Participante | Participante                                                                      | Edad | Situación actual                                     | Situación anterior                             | Estadía  |
| ------------ | --------------------------------------------------------------------------------- | ---- | ---------------------------------------------------- | ---------------------------------------------- | -------- |
|              | Pablo Herrera Cantante. Padre de Bastián Herrera.                                 | 50   | Ganadores de Generaciones cruzadas                   |                                                | 101 días |
|              | Bastián Herrera Músico y productor. Hijo de Pablo Herrera.                        | 24   | Ganadores de Generaciones cruzadas                   | 6.º eliminado en duelo de fuerza y velocidad   | 57 días  |
|              | Javier Oldani Modelo. Hijo de Raúl Oldani.                                        | 27   | 2.º Lugar de Generaciones cruzadas                   |                                                | 101 días |
|              | Raúl Oldani Médico. Padre de Javier Oldani.                                       | 59   | 2.º Lugar de Generaciones cruzadas                   | 7.º eliminado en duelo de habilidad            | 64 días  |
|              | Rodrigo Menares Dueño de una pizzería. Padre de Noana Menares.                    | 46   | 3.er Lugar de Generaciones cruzadas                  |                                                | 101 días |
|              | Noana Menares Estudiante. Hija de Rodrigo Menares.                                | 18   | 3.er Lugar de Generaciones cruzadas                  | 5.ª eliminada en duelo de equilibrio           | 50 días  |
|              | Daniela Cardone Modelo, DJ y empresaria. Madre de Rolando Pisanú.                 | 49   | Semifinalistas Eliminados de Generaciones cruzadas   |                                                | 101 días |
|              | Rolando "Junior" Pisanú Actor. Hijo de Daniela Cardone.                           | 19   | Semifinalistas Eliminados de Generaciones cruzadas   | 101 días                                       |          |
|              | Bruno Zaretti Bailarín, integrante del grupo Axe Bahía. Hijo de Goreti Rodrigues. | 28   | Semifinalistas Eliminados de Generaciones cruzadas   | 101 días                                       |          |
|              | Goreti Rodrigues Dueña de una empresa inmobiliaria. Madre de Bruno Zaretti.       | 50   | Semifinalistas Eliminados de Generaciones cruzadas   | 9.ª eliminada en duelo de velocidad y destreza | 78 días  |
|              | Cecilia Navarrete Dueña de casa. Madre de Dominique Lattimore.                    | 49   | 14.as eliminadas en duelo de agilidad                |                                                | 94 días  |
|              | Dominique Lattimore Modelo y actriz. Ex Calle 7. Hija de Cecilia Navarrete.       | 28   | 14.as eliminadas en duelo de agilidad                | 94 días                                        |          |
|              | Flavia Fucenecco Modelo. Sobrina de Rosa Reyna.                                   | 30   | 13.as eliminadas en duelo de habilidad               | 87 días                                        |          |
|              | Rosa Reyna Dueña de casa. Tía de Flavia Fucenecco.                                | 56   | 13.as eliminadas en duelo de habilidad               | 1.ª eliminada en duelo de puntería             | 12 días  |
|              | Aynara Eder Modelo. Hija de Álvaro Eder.                                          | 26   | 12.as eliminadas en duelo de agilidad y resistencia  |                                                | 80 días  |
|              | Tatiana Merino Vedette y actriz. Madre de Camila Merino.                          | 48   | 12.as eliminadas en duelo de agilidad y resistencia  | 80 días                                        |          |
|              | Marcelo Zunino Exfutbolista. Padre de Michelle Zunino.                            | 46   | 11.os eliminados en duelo de habilidad y resistencia | 73 días                                        |          |
|              | Michelle Zunino Estudiante. Hija de Marcelo Zunino.                               | 19   | 11.os eliminados en duelo de habilidad y resistencia | 73 días                                        |          |
|              | Erick Pohlhammer Poeta. Tutor de José Miguel Pujol.                               | 59   | 10.os eliminados en duelo de resistencia y velocidad | 66 días                                        |          |
|              | José Miguel Pujol Músico y empresario. Pupilo de Erick Pohlhammer.                | 35   | 10.os eliminados en duelo de resistencia y velocidad | 66 días                                        |          |
|              | Melisa Rojas Modelo, promotora y kinesióloga. Hija de Ricardo Rojas.              | 27   | 8.ª eliminada en duelo de destreza                   | 52 días                                        |          |
|              | Carolina del Carmen Nicolich Gitana. Madre de Perla Ilich.                        | 43   | Abandona Por motivos personales                      | 33 días                                        |          |
|              | Camila Merino Estudiante de teatro. Hija de Tatiana Merino.                       | 20   | 4.ª eliminada en duelo de fuerza y velocidad         | 26 días                                        |          |
|              | Perla Ilich Gitana. Hija de Carolina del Carmen Nicolich.                         | 21   | Abandona Por motivos personales                      | 21 días                                        |          |
|              | Ricardo Rojas Entrenador de fútbol juvenil y amateur. Padre de Melisa Rojas.      | 61   | 3.er eliminado en duelo de precisión                 | 19 días                                        |          |
|              | Álvaro Eder Dueño de un sex-shop. Padre de Aynara Eder.                           | 57   | 2.º eliminado en duelo de habilidad                  | 12 días                                        |          |

Notas
1. ↑  Después de haber sido eliminado el día 38, Bastián reingresa el día 82, en la recta final del programa.
2. ↑  Después de haber sido eliminado el día 45, Raúl reingresa el día 82, en la recta final del programa.
3. ↑  Después de haber sido eliminada el día 31, Noana reingresa el día 82, en la recta final del programa.
4. ↑  Después de haber sido eliminada el día 59, Goreti reingresa el día 82, en la recta final del programa.
5. ↑  Después de haber sido eliminada el día 6, Rosa reingresa el día 82, en la recta final del programa.

## Resultados generales
| Bastián     | Nominado  | Salvado   | Inmune    | Salvado   | Salvado   | Eliminado |           |           |           |           |           |           | Inmunes    | Inmunes    | Salvados   | Ganadores      |  |  |  |  |  |  |  |  |  |  |  |  |  |  |  |  |  |
| Pablo       | Nominado  | Salvado   | Inmune    | Salvado   | Salvado   | Nominado  | Salvado   | Salvado   | Salvado   | Inmune    | Salvado   | Salvado   | Inmunes    | Inmunes    | Salvados   | Ganadores      |  |  |  |  |  |  |  |  |  |  |  |  |  |  |  |  |  |
| Javier      | Inmune    | Nominado  | Nominado  | Salvado   | Salvado   | Inmune    | Nominado  | Salvado   | Salvado   | Salvado   | Inmune    | Salvado   | Inmunes    | Inmunes    | Salvados   | 2.º Finalistas |  |  |  |  |  |  |  |  |  |  |  |  |  |  |  |  |  |
| Raúl        | Inmune    | Nominado  | Nominado  | Salvado   | Salvado   | Inmune    | Eliminado |           |           |           |           |           | Inmunes    | Inmunes    | Salvados   | 2.º Finalistas |  |  |  |  |  |  |  |  |  |  |  |  |  |  |  |  |  |
| Noana       | Salvada   | Salvada   | Salvada   | Inmune    | Eliminada |           |           |           |           |           |           |           | Salvados   | Salvados   | Salvados   | 3.º Finalistas |  |  |  |  |  |  |  |  |  |  |  |  |  |  |  |  |  |
| Rodrigo     | Salvado   | Salvado   | Salvado   | Inmune    | Nominado  | Salvado   | Salvado   | Salvado   | Nominado  | Nominado  | Nominado  | Salvado   | Salvados   | Salvados   | Salvados   | 3.º Finalistas |  |  |  |  |  |  |  |  |  |  |  |  |  |  |  |  |  |
| Bruno       | Salvado   | Inmune    | Salvado   | Nominado  | Salvado   | Nominado  | Salvado   | Inmune    | Nominado  | Salvado   | Salvado   | Inmune    | Nominados  | Inmunes    | Eliminados |                |  |  |  |  |  |  |  |  |  |  |  |  |  |  |  |  |  |
| Goreti      | Salvada   | Inmune    | Salvada   | Nominada  | Salvada   | Nominada  | Salvada   | Inmune    | Eliminada |           |           |           | Nominados  | Inmunes    | Eliminados |                |  |  |  |  |  |  |  |  |  |  |  |  |  |  |  |  |  |
| Daniela     | Salvada   | Inmune    | Salvada   | Salvada   | Nominada  | Salvada   | Nominada  | Nominada  | Inmune    | Salvada   | Salvada   | Salvada   | Salvados   | Nominados  | Eliminados |                |  |  |  |  |  |  |  |  |  |  |  |  |  |  |  |  |  |
| Rolando     | Salvado   | Inmune    | Salvado   | Salvado   | Nominado  | Salvado   | Salvado   | Salvado   | Inmune    | Salvado   | Salvado   | Salvado   | Salvados   | Nominados  | Eliminados |                |  |  |  |  |  |  |  |  |  |  |  |  |  |  |  |  |  |
| Cecilia     | Inmune    | Salvada   | Inmune    | Inmune    | Salvada   | Inmune    | Salvada   | Salvada   | Salvada   | Salvada   | Inmune    | Nominada  | Salvados   | Eliminados |            |                |  |  |  |  |  |  |  |  |  |  |  |  |  |  |  |  |  |
| Dominique   | Inmune    | Salvada   | Inmune    | Inmune    | Salvada   | Inmune    | Salvada   | Salvada   | Nominada  | Nominada  | Inmune    | Nominada  | Salvados   | Eliminados |            |                |  |  |  |  |  |  |  |  |  |  |  |  |  |  |  |  |  |
| Flavia      | Nominada  | Salvada   | Salvada   | Salvada   | Inmune    | Salvada   | Inmune    | Salvada   | Salvada   | Salvada   | Nominada  | Inmune    | Eliminados |            |            |                |  |  |  |  |  |  |  |  |  |  |  |  |  |  |  |  |  |
| Rosa        | Eliminada |           |           |           |           |           |           |           |           |           |           |           | Eliminados |            |            |                |  |  |  |  |  |  |  |  |  |  |  |  |  |  |  |  |  |
| Aynara      | Salvada   | Nominada  | Salvada   | Salvada   | Salvada   | Salvada   | Nominada  | Nominada  | Salvada   | Salvada   | Salvada   | Eliminada |            |            |            |                |  |  |  |  |  |  |  |  |  |  |  |  |  |  |  |  |  |
| Tatiana     | Salvada   | Salvada   | Salvada   | Nominada  | Inmune    | Salvada   | Inmune    | Inmune    | Inmune    | Salvada   | Salvada   | Eliminada |            |            |            |                |  |  |  |  |  |  |  |  |  |  |  |  |  |  |  |  |  |
| Marcelo     | Salvado   | Salvado   | Salvado   | Salvado   | Salvado   | Salvado   | Salvado   | Nominado  | Salvado   | Inmune    | Eliminado |           |            |            |            |                |  |  |  |  |  |  |  |  |  |  |  |  |  |  |  |  |  |
| Michelle    | Salvada   | Salvada   | Salvada   | Salvada   | Salvada   | Salvada   | Salvada   | Salvada   | Salvada   | Inmune    | Eliminada |           |            |            |            |                |  |  |  |  |  |  |  |  |  |  |  |  |  |  |  |  |  |
| Erick       | Salvado   | Salvado   | Salvado   | Salvado   | Salvado   | Salvado   | Salvado   | Salvado   | Salvado   | Eliminado |           |           |            |            |            |                |  |  |  |  |  |  |  |  |  |  |  |  |  |  |  |  |  |
| José Miguel | Salvado   | Salvado   | Salvado   | Salvado   | Salvado   | Salvado   | Salvado   | Salvado   | Salvado   | Eliminado |           |           |            |            |            |                |  |  |  |  |  |  |  |  |  |  |  |  |  |  |  |  |  |
| Melisa      | Salvada   | Salvada   | Nominada  | Salvada   | Salvada   | Salvada   | Salvada   | Eliminada |           |           |           |           |            |            |            |                |  |  |  |  |  |  |  |  |  |  |  |  |  |  |  |  |  |
| Carolina    | Salvada   | Salvada   | Salvada   | Salvada   | Salvada   | Abandona  |           |           |           |           |           |           |            |            |            |                |  |  |  |  |  |  |  |  |  |  |  |  |  |  |  |  |  |
| Camila      | Salvada   | Salvada   | Salvada   | Eliminada |           |           |           |           |           |           |           |           |            |            |            |                |  |  |  |  |  |  |  |  |  |  |  |  |  |  |  |  |  |
| Perla       | Salvada   | Salvada   | Salvada   | Abandona  |           |           |           |           |           |           |           |           |            |            |            |                |  |  |  |  |  |  |  |  |  |  |  |  |  |  |  |  |  |
| Ricardo     | Salvado   | Salvado   | Eliminado |           |           |           |           |           |           |           |           |           |            |            |            |                |  |  |  |  |  |  |  |  |  |  |  |  |  |  |  |  |  |
| Álvaro      | Salvado   | Eliminado |           |           |           |           |           |           |           |           |           |           |            |            |            |                |  |  |  |  |  |  |  |  |  |  |  |  |  |  |  |  |  |

     El participante gana Generaciones Cruzadas.
     El participante obtiene el 2.º lugar en Generaciones Cruzadas.
     El participante obtiene el 3.er lugar en Generaciones Cruzadas.
     El participante llega a la Semifinal, pero es eliminado en esa competencia.
     El participante gana la competencia en la semana y obtiene la inmunidad.
     El participante no gana ninguna competencia en la semana pero es salvado.
     El participante pierde la semana, quedando en último lugar y es nominado.
     El participante es el más votado en el consejo de padres e hijos y es nominado.
     El participante es nominado al azar para convertirse en padre/madre/hijo/hija adoptivo(a).
     El participante es nominado en la semana y posteriormente es salvado por el voto secreto de sus compañeros (Semana 1) o por la votación del público (Semana 2-en adelante).
     El participante es nominado, pierde el duelo de eliminación y posteriormente es eliminado de la competencia.
     El participante abandona la competencia.

## Posiciones en las «Competencias de inmunidad»
Cada semana las duplas, se enfrentan en una competencia por la inmunidad; en donde la pareja ganadora obtiene la inmunidad y la pareja perdedora queda automáticamente nominada con el riesgo de abandonar la competencia. En la segunda competencia por la inmunidad de la semana, la pareja ganadora obtiene la inmunidad y las dos últimas parejas perdedores quedan automáticamente con el riesgo de abandonar la competencia. A partir de la segunda semana las competencias se realizan padres e hijos por separado.
| Posición     | Semana            | Semana            | Semana    | Semana      | Semana   | Semana  | Semana   | Semana  | Semana    | Semana      | Semana   | Semana  | Semana      | Semana    |
| Posición     | 1                 | 1                 | 2         | 2           | 2        | 2       | 3        | 3       | 3         | 3           | 4        | 4       | 4           | 4         |
| Posición     | Parejas           | Parejas           | Hijas     | Hijos       | Madres   | Padres  | Madres   | Padres  | Hijas     | Hijos       | Madres   | Padres  | Hijos       | Hijas     |
| ------------ | ----------------- | ----------------- | --------- | ----------- | -------- | ------- | -------- | ------- | --------- | ----------- | -------- | ------- | ----------- | --------- |
| Ganadores:   | Javier/Raúl       | Cecilia/Dominique | Dominique | Bruno       | Daniela  | Rodrigo | Carolina | Pablo   | Dominique | José Miguel | Daniela  | Rodrigo | Javier      | Dominique |
| 2.º Lugar:   | Daniela/Rolando   | Camila/Tatiana    | Melisa    | Javier      | Tatiana  | Pablo   | Daniela  | Marcelo | Michelle  | Javier      | Carolina | Marcelo | Rolando     | Flavia    |
| 3.er Lugar:  | Erick/José Miguel | Melisa/Ricardo    | Flavia    | Rolando     | Cecilia  | Ricardo | Tatiana  | Raúl    | Noana     | Rolando     | Cecilia  | Pablo   | Bastián     | Michelle  |
| 4.º Lugar:   | Álvaro/Aynara     | Álvaro/Aynara     | Perla     | Bastián     | Carolina | Raúl    | Goreti   | Rodrigo | Flavia    | Bruno       | Tatiana  | Raúl    | José Miguel | Camila    |
| 5.º Lugar:   | Bastián/Pablo     | Carolina/Perla    | Michelle  | José Miguel |          | Marcelo | Cecilia  | Ricardo | Camila    |             | Goreti   | Erick   |             | Melisa    |
| 6.º Lugar:   | Camila/Tatiana    | Erick/José Miguel | Camila    |             |          |         |          | Erick   | Perla     |             |          |         |             | Aynara    |
| 7.º Lugar:   | Bruno/Goreti      | Bruno/Goreti      | Noana     |             |          |         |          |         | Aynara    |             |          |         |             |           |
| 8.º Lugar:   | Marcelo/Michelle  | Noana/Rodrigo     | Aynara    |             |          |         |          |         |           |             |          |         |             |           |
| 9.º Lugar:   | Melisa/Ricardo    | Daniela/Rolando   |           |             |          |         |          |         |           |             |          |         |             |           |
| 10.º Lugar:  | Cecilia/Dominique | Marcelo/Michelle  |           |             |          |         |          |         |           |             |          |         |             |           |
| 11.º Lugar:  | Noana/Rodrigo     | Bastián/Pablo     |           |             |          |         |          |         |           |             |          |         |             |           |
| 12.º Lugar:  | Flavia/Rosa       |                   |           |             |          |         |          |         |           |             |          |         |             |           |
| 13.er Lugar: | Carolina/Perla    |                   |           |             |          |         |          |         |           |             |          |         |             |           |

| Ganadores:  | Pablo   | Tatiana  | Bastián     | Flavia    | Marcelo | Cecilia | Flavia   | Javier      | Marcelo | Tatiana | Flavia    | José Miguel | Dominique | Bruno       | Tatiana | Marcelo |
| 2.º Lugar:  | Marcelo | Daniela  | Bruno       | Michelle  | Raúl    | Tatiana | Michelle | José Miguel | Pablo   | Daniela | Dominique | Javier      | Michelle  | José Miguel | Daniela | Rodrigo |
| 3.er Lugar: | Raúl    | Carolina | José Miguel | Melisa    | Pablo   | Daniela | Aynara   | Rolando     | Rodrigo | Cecilia | Melisa    | Rolando     | Melisa    | Javier      | Cecilia | Pablo   |
| 4.º Lugar:  | Rodrigo | Goreti   | Javier      | Dominique | Rodrigo | Goreti  | Melisa   | Bastián     | Raúl    | Goreti  | Michelle  |             | Flavia    | Rolando     |         | Erick   |
| 5.º Lugar:  | Erick   | Cecilia  | Rolando     | Aynara    | Erick   |         |          |             | Erick   |         | Aynara    |             | Aynara    |             |         |         |

| Posición    | Semana  | Semana  | Semana      | Semana    | Semana    | Semana      | Semana    | Semana  | Semana    | Semana  | Semana            | Semana            | Semana            | Semana          |
| Posición    | 9       | 9       | 9           | 9         | 10        | 10          | 11        | 11      | 12        | 12      | 13                | 13                | 13                | 13              |
| Posición    | Padres  | Madres  | Hijos       | Hijas     | Mujeres   | Hombres     | Mujeres   | Hombres | Mujeres   | Hombres | Parejas           | Parejas           | Parejas           | Parejas         |
| ----------- | ------- | ------- | ----------- | --------- | --------- | ----------- | --------- | ------- | --------- | ------- | ----------------- | ----------------- | ----------------- | --------------- |
| Ganadores:  | Tatiana | Pablo   | Rolando     | Michelle  | Michelle  | Pablo       | Dominique | Javier  | Flavia    | Bruno   | Bastián/Pablo     | Javier/Raúl       | Javier/Raúl       | Bastián/Pablo   |
| 2.º Lugar:  | Daniela | Erick   | Javier      | Dominique | Dominique | Bruno       | Tatiana   | Marcelo | Tatiana   | Rolando | Javier/Raúl       | Daniela/Rolando   | Noana/Rodrigo     | Noana/Rodrigo   |
| 3.er Lugar: | Cecilia | Rodrigo | José Miguel | Flavia    | Tatiana   | Rolando     | Michelle  | Bruno   | Dominique | Javier  | Noana/Rodrigo     | Noana/Rodrigo     | Bastián/Pablo     | Daniela/Rolando |
| 4.º Lugar:  | Goreti  | Marcelo |             | Aynara    | Flavia    | Javier      | Flavia    | Rolando | Daniela   | Rodrigo | Daniela/Rolando   | Cecilia/Dominique | Daniela/Rolando   |                 |
| 5.º Lugar:  |         |         |             |           | Daniela   | Rodrigo     | Daniela   | Pablo   | Cecilia   | Pablo   | Bruno/Goreti      | Bruno/Goreti      | Cecilia/Dominique |                 |
| 6.º Lugar:  |         |         |             |           | Cecilia   | Erick       | Cecilia   | Rodrigo | Aynara    |         | Cecilia/Dominique |                   |                   |                 |
| 7.º Lugar:  |         |         |             |           | Aynara    | José Miguel | Aynara    |         |           |         | Flavia/Rosa       |                   |                   |                 |

Notas
1. 1 2 3  Erick no participó en la competencia de inmunidad por una prescripción médica, sin embargo, no podía ser nominado.
2. ↑  Carolina y Perla no participaron en la competencia de inmunidad por una prescripción médica de Perla, sin embargo, no podían ser nominadas.

## Votos del «Consejo de padres e hijos»
Cada semana se lleva a cabo un consejo de eliminación en donde cualquier participante puede votar por otro integrante del encierro para ser nominado. El participante más votado se convierte en nominado junto a su pareja.
| Inmunes:           | Bruno Goreti       | Bastián Pablo      | Noana Rodrigo      | Tatiana              | Dominique Cecilia      | Tatiana            | Bruno Goreti      | Tatiana            | Michelle Marcelo   | Dominique Cecilia   | Flavia               |  |  |  |  |  |  |  |  |  |  |  |  |  |  |  |  |  |  |  |
| Inmunes:           | Daniela Rolando    | Dominique Cecilia  | Dominique Cecilia  | Flavia               | Javier Raúl            | Flavia             | Tatiana           | Daniela Rolando    | Pablo              | Javier              | Bruno                |  |  |  |  |  |  |  |  |  |  |  |  |  |  |  |  |  |  |  |
| Bruno              | Javier             | Javier             | Tatiana            | José Miguel          | Aynara                 | Javier             | Melisa            | Rodrigo            | Rodrigo            | Marcelo             | Cecilia              |  |  |  |  |  |  |  |  |  |  |  |  |  |  |  |  |  |  |  |
| Cecilia            | Erick              | Tatiana            | Tatiana            | Marcelo              | José Miguel            | José Miguel        | Marcelo           | Marcelo            | Tatiana            | Marcelo             | Daniela              |  |  |  |  |  |  |  |  |  |  |  |  |  |  |  |  |  |  |  |
| Daniela            | Rodrigo            | Javier             | Javier             | Marcelo              | Tatiana                | Javier             | Melisa            | Rodrigo            | Rodrigo            | Marcelo             | Cecilia              |  |  |  |  |  |  |  |  |  |  |  |  |  |  |  |  |  |  |  |
| Dominique          | Erick              | Tatiana            | Tatiana            | Marcelo              | José Miguel            | José Miguel        | Rolando           | Aynara             | Tatiana            | Marcelo             | Daniela              |  |  |  |  |  |  |  |  |  |  |  |  |  |  |  |  |  |  |  |
| Flavia             | José Miguel        | Tatiana            | Marcelo            | Marcelo              | José Miguel            | José Miguel        | Rolando           | Aynara             | Tatiana            | Marcelo             | Tatiana              |  |  |  |  |  |  |  |  |  |  |  |  |  |  |  |  |  |  |  |
| Javier             | Cecilia            | Tatiana            | Tatiana            | Marcelo              | José Miguel            | José Miguel        | Rolando           | Aynara             | Daniela            | Marcelo             | Daniela              |  |  |  |  |  |  |  |  |  |  |  |  |  |  |  |  |  |  |  |
| Pablo              | Cecilia            | Raúl               | Marcelo            | José Miguel          | José Miguel            | Erick              | Marcelo           | Marcelo            | Rodrigo            | Marcelo             | Cecilia              |  |  |  |  |  |  |  |  |  |  |  |  |  |  |  |  |  |  |  |
| Rodrigo            | Cecilia            | Javier             | Pablo              | Cecilia              | José Miguel            | José Miguel        | Rolando           | Michelle           | Tatiana            | Marcelo             | Rolando              |  |  |  |  |  |  |  |  |  |  |  |  |  |  |  |  |  |  |  |
| Rolando            | Javier             | Javier             | Javier             | Cecilia              | Flavia                 | Javier             | Melisa            | Rodrigo            | Rodrigo            | Marcelo             | Cecilia              |  |  |  |  |  |  |  |  |  |  |  |  |  |  |  |  |  |  |  |
| Aynara             | Cecilia            | José Miguel        | Michelle           | Cecilia              | Melisa                 | Javier             | Melisa            | Rodrigo            | Rodrigo            | Marcelo             | Cecilia              |  |  |  |  |  |  |  |  |  |  |  |  |  |  |  |  |  |  |  |
| Tatiana            | Cecilia            | Javier             | Javier             | Cecilia              | Daniela                | Javier             | Melisa            | Rodrigo            | Rodrigo            | Marcelo             | Javier               |  |  |  |  |  |  |  |  |  |  |  |  |  |  |  |  |  |  |  |
| Marcelo            | Cecilia            | Flavia             | Javier             | Cecilia              | Melisa                 | Javier             | Melisa            | Cecilia            | Rodrigo            | Pablo               |                      |  |  |  |  |  |  |  |  |  |  |  |  |  |  |  |  |  |  |  |
| Michelle           | Javier             | Javier             | Aynara             | Cecilia              | Melisa                 | Javier             | Melisa            | Cecilia            | Cecilia            | Pablo               |                      |  |  |  |  |  |  |  |  |  |  |  |  |  |  |  |  |  |  |  |
| Erick              | Cecilia            | Raúl               | Raúl               | Pablo                | Rodrigo                | Javier             | Pablo             | Rodrigo            | Rodrigo            |                     |                      |  |  |  |  |  |  |  |  |  |  |  |  |  |  |  |  |  |  |  |
| José Miguel        | Javier             | Javier             | Michelle           | Cecilia              | Melisa                 | Javier             | Melisa            | Rodrigo            | Rodrigo            |                     |                      |  |  |  |  |  |  |  |  |  |  |  |  |  |  |  |  |  |  |  |
| Goreti             | Javier             | Javier             | Tatiana            | Carolina             | Erick                  | Javier             | Melisa            | Rodrigo            |                    |                     |                      |  |  |  |  |  |  |  |  |  |  |  |  |  |  |  |  |  |  |  |
| Melisa             | Camila             | Tatiana            | Marcelo            | Marcelo              | José Miguel            | José Miguel        | Rolando           |                    |                    |                     |                      |  |  |  |  |  |  |  |  |  |  |  |  |  |  |  |  |  |  |  |
| Raúl               | Rodrigo            | Tatiana            | Tatiana            | José Miguel          | José Miguel            | José Miguel        |                   |                    |                    |                     |                      |  |  |  |  |  |  |  |  |  |  |  |  |  |  |  |  |  |  |  |
| Bastián            | Javier             | Rolando            | Michelle           | Carolina             | Marcelo                |                    |                   |                    |                    |                     |                      |  |  |  |  |  |  |  |  |  |  |  |  |  |  |  |  |  |  |  |
| Carolina           | Javier             | Javier             | Tatiana            | Cecilia              | [ n 1 ]                |                    |                   |                    |                    |                     |                      |  |  |  |  |  |  |  |  |  |  |  |  |  |  |  |  |  |  |  |
| Noana              | Javier             | Javier             | Javier             | Cecilia              |                        |                    |                   |                    |                    |                     |                      |  |  |  |  |  |  |  |  |  |  |  |  |  |  |  |  |  |  |  |
| Camila             | Javier             | Michelle           | Raúl               |                      |                        |                    |                   |                    |                    |                     |                      |  |  |  |  |  |  |  |  |  |  |  |  |  |  |  |  |  |  |  |
| Perla              | Javier             | Javier             | [ n 1 ]            |                      |                        |                    |                   |                    |                    |                     |                      |  |  |  |  |  |  |  |  |  |  |  |  |  |  |  |  |  |  |  |
| Ricardo            | Rodrigo            | Tatiana            |                    |                      |                        |                    |                   |                    |                    |                     |                      |  |  |  |  |  |  |  |  |  |  |  |  |  |  |  |  |  |  |  |
| Álvaro             | Cecilia            |                    |                    |                      |                        |                    |                   |                    |                    |                     |                      |  |  |  |  |  |  |  |  |  |  |  |  |  |  |  |  |  |  |  |
| Rosa               |                    |                    |                    |                      |                        |                    |                   |                    |                    |                     |                      |  |  |  |  |  |  |  |  |  |  |  |  |  |  |  |  |  |  |  |
| Pareja Nominada 1: | Álvaro Aynara      | Melisa Ricardo     | Bruno Goreti       | Noana Rodrigo        | Bruno Goreti           | Bruno Goreti       | Aynara            | Bruno Goreti       | Aynara             | Aynara              | Aynara               |  |  |  |  |  |  |  |  |  |  |  |  |  |  |  |  |  |  |  |
| Pareja Nominada 1: | Álvaro Aynara      | Melisa Ricardo     | Bruno Goreti       | Noana Rodrigo        | Bruno Goreti           | Bruno Goreti       | Marcelo           | Bruno Goreti       | Cecilia            | Pablo               | Tatiana              |  |  |  |  |  |  |  |  |  |  |  |  |  |  |  |  |  |  |  |
| Pareja Nominada 2: | Michelle Marcelo   | Aynara             | Erick José Miguel  | Daniela Rolando      | Bastián Pablo          | Aynara             | Erick José Miguel | Erick José Miguel  | Erick José Miguel  | Rodrigo             | Pablo                |  |  |  |  |  |  |  |  |  |  |  |  |  |  |  |  |  |  |  |
| Pareja Nominada 2: | Michelle Marcelo   | Rodrigo            | Erick José Miguel  | Daniela Rolando      | Bastián Pablo          | Daniela            | Erick José Miguel | Erick José Miguel  | Erick José Miguel  | Flavia              | Rolando              |  |  |  |  |  |  |  |  |  |  |  |  |  |  |  |  |  |  |  |
| Pareja Nominada 3: | Javier 10/25 votos | Javier 11/24 votos | Camila 0/22 votos  | Cecilia 9/21 votos   | José Miguel 8/19 votos | Javier 10/18 votos | Melisa 9/17 votos | Rodrigo 8/16 votos | Rodrigo 9/15 votos | Marcelo 11/13 votos | Cecilia 5/11 votos   |  |  |  |  |  |  |  |  |  |  |  |  |  |  |  |  |  |  |  |
| Pareja Nominada 3: | Raúl 0/25 votos    | Raúl 2/24 votos    | Tatiana 7/22 votos | Dominique 0/21 votos | Erick 1/19 votos       | Raúl 0/18 votos    | Daniela           | Dominique          | Dominique          | Michelle 0/13 votos | Dominique 0/11 votos |  |  |  |  |  |  |  |  |  |  |  |  |  |  |  |  |  |  |  |
| Pareja Duelista 1: | Álvaro Aynara      | Melisa Ricardo     | Camila Tatiana     | Noana Rodrigo        | Bastián Pablo          | Javier Raúl        | Aynara Marcelo    | Rodrigo Dominique  | Rodrigo Dominique  | Rodrigo Flavia      | Dominique Cecilia    |  |  |  |  |  |  |  |  |  |  |  |  |  |  |  |  |  |  |  |
| Pareja Duelista 2: | Javier Raúl        | Javier Raúl        | Bruno Goreti       | Daniela Rolando      | Bruno Goreti           | Aynara Daniela     | Melisa Daniela    | Bruno Goreti       | Erick José Miguel  | Marcelo Michelle    | Aynara Tatiana       |  |  |  |  |  |  |  |  |  |  |  |  |  |  |  |  |  |  |  |
| Eliminado(s):      | Álvaro             | Ricardo            | Camila             | Noana                | Bastián                | Raúl               | Melisa            | Goreti             | Erick José Miguel  | Marcelo Michelle    | Aynara Tatiana       |  |  |  |  |  |  |  |  |  |  |  |  |  |  |  |  |  |  |  |

- En cursiva, los participantes que fueron nominados al azar y se convirtieron en el padre/madre/hijo/hija adoptivo(a).

Notas
1. 1 2  Abandona en la respectiva semana, horas/días antes de la nominación en la cual debía votar.

## «Desafío de la semana» (competencia de inmunidad)
Cada semana se realizan dos competencia en duplas en donde la duplas ganadoras de este desafío se convierten en las parejas inmunes de la semana. Estas no podrán ser nominadas. A partir de la 2.ª semana el que tenga más votos a su favor del público, a través de mensajes de texto, se convertirá en el «Inmune».
| Semana | Ganadores                             | Ganadores                             | Tipo de desafío                  | Inmunes                               |
| ------ | ------------------------------------- | ------------------------------------- | -------------------------------- | ------------------------------------- |
| 1      | Javier Oldani/Raúl Oldani             | Javier Oldani/Raúl Oldani             | Precisión                        | Javier Oldani/Raúl Oldani             |
| 1      | Dominique Lattimore/Cecilia Navarrete | Dominique Lattimore/Cecilia Navarrete | Resistencia y equilibrio         | Dominique Lattimore/Cecilia Navarrete |
| 2      | Dominique Lattimore                   | Bruno Zaretti                         | Resistencia                      | Bruno Zaretti/Goreti Rodrigues        |
| 2      | Daniela Cardone                       | Rodrigo Menares                       | Habilidad                        | Daniela Cardone/Rolando Pisanú        |
| 3      | Carolina Nicolich                     | Pablo Herrera                         | Precisión                        | Bastián Herrera/Pablo Herrera         |
| 3      | Dominique Lattimore                   | José Miguel Pujol                     | Resistencia y velocidad          | Dominique Lattimore/Cecilia Navarrete |
| 4      | Daniela Cardone                       | Rodrigo Menares                       | Resistencia                      | Noana Menares/Rodrigo Menares         |
| 4      | Dominique Lattimore                   | Javier Oldani                         | Agilidad                         | Dominique Lattimore/Cecilia Navarrete |
| 5      | Tatiana Merino                        | Pablo Herrera                         | Equilibrio                       | Tatiana Merino                        |
| 5      | Flavia Fucenecco                      | Bastian Herrera                       | Destreza, equilibrio y velocidad | Flavia Fucenecco                      |
| 6      | Cecilia Navarrete                     | Marcelo Zunino                        | Puntería                         | Dominique Lattimore/Cecilia Navarrete |
| 6      | Flavia Fucenecco                      | Javier Oldani                         | Habilidad                        | Javier Oldani/Raúl Oldani             |
| 7      | Tatiana Merino                        | Marcelo Zunino                        | Habilidad                        | Tatiana Merino                        |
| 7      | Flavia Fucenecco                      | José Miguel Pujol                     | Habilidad                        | Flavia Fucenecco                      |
| 8      | Dominique Lattimore                   | Bruno Zaretti                         | Habilidad y puntería             | Bruno Zaretti/Goreti Rodrigues        |
| 8      | Tatiana Merino                        | Marcelo Zunino                        | Habilidad                        | Tatiana Merino                        |
| 9      | Tatiana Merino                        | Pablo Herrera                         | Habilidad e inteligencia         | Tatiana Merino                        |
| 9      | Michelle Zunino                       | Rolando Pisanú                        | Habilidad                        | Daniela Cardone/Rolando Pisanú        |
| 10     | Marcelo Zunino/Michelle Zunino        | Marcelo Zunino/Michelle Zunino        | Habilidad y resistencia          | Marcelo Zunino/Michelle Zunino        |
| 10     | Pablo Herrera                         | Pablo Herrera                         | Velocidad y precisión            | Pablo Herrera                         |
| 11     | Dominique Lattimore/Cecilia Navarrete | Dominique Lattimore/Cecilia Navarrete | Velocidad                        | Dominique Lattimore/Cecilia Navarrete |
| 11     | Javier Oldani                         | Javier Oldani                         | Velocidad                        | Javier Oldani                         |
| 12     | Flavia Fucenecco                      | Flavia Fucenecco                      | Habilidad y destreza             | Flavia Fucenecco                      |
| 12     | Bruno Zaretti                         | Bruno Zaretti                         | Habilidad y destreza             | Bruno Zaretti                         |
| 13     | Pablo Herrera/Bastian Herrera         | Pablo Herrera/Bastian Herrera         | Velocidad y destreza             | Pablo Herrera/Bastian Herrera         |
| 13     | Javier Oldani/Raúl Oldani             | Javier Oldani/Raúl Oldani             | Precisión y destreza             | Javier Oldani/Raúl Oldani             |
| 13     | Javier Oldani/Raúl Oldani             | Javier Oldani/Raúl Oldani             | Habilidad y equilibrio           | Javier Oldani/Raúl Oldani             |
| 13     | Pablo Herrera/Bastian Herrera         | Pablo Herrera/Bastian Herrera         | Velocidad                        | Pablo Herrera/Bastian Herrera         |

## «Desafío de la semana» (nominación)
A partir de la 2.ª semana los perdedores de cada prueba de inmunidad se enfrentan a la votación del público, el que tenga menos votos a su favor del público, a través de mensajes de texto, se convertirá en el «Nominado».
| Semana | Perdedores                            | Perdedores                            | Tipo de desafío                  | Nominados                             |
| ------ | ------------------------------------- | ------------------------------------- | -------------------------------- | ------------------------------------- |
| 2      | Aynara Eder                           | José Miguel Pujol                     | Resistencia                      | Álvaro Eder/Aynara Eder               |
| 2      | Carolina Nicolich                     | Marcelo Zunino                        | Habilidad                        | Marcelo Zunino/Michelle Zunino        |
| 3      | Cecilia Navarrete                     | Ricardo Rojas                         | Precisión                        | Melisa Rojas/Ricardo Rojas            |
| 3      | Aynara Eder                           | Bruno Zaretti                         | Resistencia y velocidad          | Aynara Eder                           |
| 4      | Goreti Rodrigues                      | Raúl Oldani                           | Resistencia                      | Bruno Zaretti/Goreti Rodrigues        |
| 4      | Aynara Eder                           | José Miguel Pujol                     | Agilidad                         | Erick Pohlhammer/José Miguel Pujol    |
| 5      | Cecilia Navarrete                     | Rodrigo Menares                       | Equilibrio                       | Noana Menares/Rodrigo Menares         |
| 5      | Aynara Eder                           | Rolando Pisanú                        | Destreza, equilibrio y velocidad | Daniela Cardone/Rolando Pisanú        |
| 6      | Goreti Rodrigues                      | Erick Pohlhammer                      | Puntería                         | Bruno Zaretti/Goreti Rodrigues        |
| 6      | Melisa Rojas                          | Bastian Herrera                       | Habilidad                        | Bastian Herrera/Pablo Herrera         |
| 7      | Goreti Rodrigues                      | Erick Pohlhammer                      | Habilidad                        | Bruno Zaretti/Goreti Rodrigues        |
| 7      | Aynara Eder                           | Rolando Pisanú                        | Habilidad                        | Aynara Eder                           |
| 8      | Aynara Eder                           | Rolando Pisanú                        | Habilidad y puntería             | Aynara Eder                           |
| 8      | Cecilia Navarrete                     | Erick Pohlhammer                      | Habilidad                        | Erick Pohlhammer/José Miguel Pujol    |
| 9      | Goreti Rodrigues                      | Marcelo Zunino                        | Habilidad e inteligencia         | Bruno Zaretti/Goreti Rodrigues        |
| 9      | Aynara Eder                           | José Miguel Pujol                     | Habilidad                        | Erick Pohlhammer/José Miguel Pujol    |
| 10     | Aynara Eder                           | Aynara Eder                           | Habilidad y resistencia          | Aynara Eder                           |
| 10     | Erick Pohlhammer/José Miguel Pujol    | Erick Pohlhammer/José Miguel Pujol    | Velocidad y precisión            | Erick Pohlhammer/José Miguel Pujol    |
| 11     | Aynara Eder                           | Aynara Eder                           | Velocidad                        | Aynara Eder                           |
| 11     | Rodrigo Menares                       | Rodrigo Menares                       | Velocidad                        | Rodrigo Menares                       |
| 12     | Aynara Eder                           | Aynara Eder                           | Habilidad y destreza             | Aynara Eder                           |
| 12     | Pablo Herrera                         | Pablo Herrera                         | Habilidad y destreza             | Pablo Herrera                         |
| 13     | Flavia Fucenecco/Rosa Reyna           | Flavia Fucenecco/Rosa Reyna           | Velocidad y destreza             | Flavia Fucenecco/Rosa Reyna           |
| 13     | Bruno Zaretti/Goreti Rodrigues        | Bruno Zaretti/Goreti Rodrigues        | Precisión y destreza             | Bruno Zaretti/Goreti Rodrigues        |
| 13     | Dominique Lattimore/Cecilia Navarrete | Dominique Lattimore/Cecilia Navarrete | Habilidad y equilibrio           | Dominique Lattimore/Cecilia Navarrete |
| 13     | Daniela Cardone/Rolando Pisanú        | Daniela Cardone/Rolando Pisanú        | Velocidad                        | Daniela Cardone/Rolando Pisanú        |

## Ceremonia de salvación
El público constantemente se encuentra enviando mensajes de texto apoyando a sus participantes favoritos. Esto tiene como consecuencia que el participante más votado se salve junto a su pareja de ir a duelo de eliminación.
| Semana | Menos Votado 1    | Menos Votado 2    | Salvado por el público                |
| ------ | ----------------- | ----------------- | ------------------------------------- |
| 2      | Javier/Raúl       | Álvaro/Aynara     | Marcelo Zunino/Michelle Zunino        |
| 3      | Melisa/Ricardo    | Javier/Raúl       | Aynara Eder/Rodrigo Menares           |
| 4      | Camila/Tatiana    | Bruno/Goreti      | Erick Pohlhammer/José Miguel Pujol    |
| 5      | Noana/Rodrigo     | Rolando/Daniela   | Dominique Lattimore/Cecilia Navarrete |
| 6      | Bastián/Pablo     | Bruno/Goreti      | Erick Pohlhammer/José Miguel Pujol    |
| 7      | Aynara/Daniela    | Javier/Raúl       | Bruno Zaretti/Goreti Rodrigues        |
| 8      | Melisa/Daniela    | Aynara/Marcelo    | Erick Pohlhammer/José Miguel Pujol    |
| 9      | Rodrigo/Dominique | Bruno/Goreti      | Erick Pohlhammer/José Miguel Pujol    |
| 10     | Rodrigo/Dominique | Erick/José Miguel | Aynara Eder/Cecilia Navarrete         |
| 11     | Rodrigo/Flavia    | Marcelo/Michelle  | Aynara Eder/Pablo Herrera             |
| 12     | Dominique/Cecilia | Aynara/Tatiana    | Pablo Herrera/Rolando Pisanú          |

## Competencias
"Generaciones cruzadas"  se basa prácticamente en competencias en las cuales se prueba a las duplas familiares en fuerza, velocidad, habilidad, equilibrio, etc. Para hacer pruebas de estas, las duplas familiares están identificados con un color, y se baten en competencias para no eliminar a uno de sus integrantes y permanecer en la competencia. Además semanalmente se enfrentaran padres versus hijos en una competencia para ver quienes permanecen en "La casa de la diversión" y quienes en "La casa de las obligaciones".
| Sem. | Casa diversión | Casa obligaciones | Amenazados     | Amenazados        | Amenazados        | Pareja(s) Duelista(s) 1 | Pareja(s) Duelista(s) 2 | Tipo de duelo           | Eliminado(s)      |
| ---- | -------------- | ----------------- | -------------- | ----------------- | ----------------- | ----------------------- | ----------------------- | ----------------------- | ----------------- |
| 1    | Padres         | Hijos             | Flavia/Rosa    | Bastián/Pablo     | Michelle/Marcelo  | Bastián/Pablo           | Flavia/Rosa             | Puntería                | Rosa              |
| 2    | Hijos          | Padres            | Álvaro/Aynara  | Michelle/Marcelo  | Javier/Raúl       | Javier/Raúl             | Álvaro/Aynara           | Habilidad               | Álvaro            |
| 3    | Padres         | Hijos             | Melisa/Ricardo | Aynara/Rodrigo    | Javier/Raúl       | Melisa/Ricardo          | Javier/Raúl             | Precisión               | Ricardo           |
| 4    | Padres         | Hijos             | Bruno/Goreti   | Erick/José Miguel | Camila/Tatiana    | Camila/Tatiana          | Bruno/Goreti            | Fuerza y velocidad      | Camila            |
| 5    | Hijos          | Padres            | Noana/Rodrigo  | Daniela/Rolando   | Cecilia/Dominique | Noana/Rodrigo           | Rolando/Daniela         | Equilibrio              | Noana             |
| 6    | Padres         | Hijos             | Bruno/Goreti   | Bastián/Pablo     | Erick/José Miguel | Bastián/Pablo           | Bruno/Goreti            | Fuerza y velocidad      | Bastián           |
| 7    | Hijos          | Padres            | Bruno/Goreti   | Aynara/Daniela    | Javier/Raúl       | Javier/Raúl             | Aynara/Daniela          | Habilidad               | Raúl              |
| 8    | Hijos          | Padres            | Aynara/Marcelo | Erick/José Miguel | Melisa/Daniela    | Melisa/Daniela          | Aynara/Marcelo          | Destreza                | Melisa            |
| 9    | Hijos          | Padres            | Bruno/Goreti   | Erick/José Miguel | Rodrigo/Dominique | Rodrigo/Dominique       | Bruno/Goreti            | Velocidad y destreza    | Goreti            |
| 10   | Hijos          | Padres            | Aynara/Cecilia | Erick/José Miguel | Rodrigo/Dominique | Rodrigo/Dominique       | Erick/José Miguel       | Resistencia y velocidad | Erick/José Miguel |
| 11   | Hijos          | Padres            | Aynara/Pablo   | Rodrigo/Flavia    | Marcelo/Michelle  | Rodrigo/Flavia          | Marcelo/Michelle        | Habilidad y resistencia | Marcelo/Michelle  |
| 12   | [ n 1 ]        | [ n 1 ]           | Aynara/Tatiana | Pablo/Rolando     | Cecilia/Dominique | Cecilia/Dominique       | Aynara/Tatiana          | Agilidad y resistencia  | Aynara/Tatiana    |
| 13   | [ n 2 ]        | [ n 2 ]           | [ n 2 ]        | [ n 2 ]           | [ n 2 ]           | Flavia/Rosa             | Bruno/Goreti            | Habilidad               | Flavia/Rosa       |
| 13   | [ n 2 ]        | [ n 2 ]           | [ n 2 ]        | [ n 2 ]           | [ n 2 ]           | Cecilia/Dominique       | Rolando/Daniela         | Agilidad                | Cecilia/Dominique |

- En cursiva, los participantes que fueron nominados al azar y se convirtieron en el padre/madre/hijo/hija adoptivo(a).
- La pareja es salvada del proceso de eliminación en la "Ceremonia de salvación".

Notas
1. ↑  A partir de la semana 12 el "Desafío de inmunidad" tuvo algunas modificaciones. Los tres primeros lugares de dichas competencias pasan a habitar la casa de la diversión mientras que los restantes van a la casa de las obligaciones.
2. ↑  A partir de la semana 13 el "Desafío de inmunidad" tuvo nuevas modificaciones. Las primeras 4 duplas irán a la casa de la diversión mientras que las duplas restantes van a la casa de las obligaciones.

### Semana 1
- Competencia de inmunidad: La primera gran competencia de Generaciones cruzadas pondrá a prueba la precisión de las parejas, el objetivo es trasladar cinco cilindros y una pelota, hasta un pedestal ubicado en el otro extremo del circuito. Para lograrlo cada pareja deberá transportar uno a uno los cilindros, sosteniéndolos con una bara metálica, hasta depositarlos en un pedestal formando una torre, finalmente trasladarán la pelota, la cual deberán introducir en dicha torre de cilindros. Quien primero lo logre será la pareja vencedora de esta primera competencia y obtendrá la inmunidad, la pareja que resulte en último lugar se convertirá en la primera dupla nominada.
  - Inmunes: Javier Oldani y Raúl Oldani.
  - Nominadas: Flavia Fucenecco y Rosa Reyna.

- Competencia de inmunidad: El objetivo de la competencia es poner a prueba la resistencia y el equilibrio de los participantes. Para demostrarlo los integrantes de cada pareja deberán soportar el peso de un cántaro de piedra con una de sus piernas, mientras que con la otra tratarán de mantener el equilibrio sobre una estructura metálica. Las dos primeras parejas que dejen caer dicho jarrón, quedarán automáticamente nominadas, por el contrario, la pareja ganadora obtendrá la inmunidad.
  - Inmunes: Cecilia Navarrete y Dominique Lattimore.
  - Nominados: Bastián Herrera y Pablo Herrera, Marcelo Zunino y Michelle Zunino.

- Duelo de eliminación: El objetivo de la prueba es encestar cuatro pelotas en tres aros diferentes. El primero se encuentra al final del campo de juego, donde un integrante de la dupla amenazada deberá impulsar el balón con una resortera gigante y envocarlo en el cono metálico, luego retornando por el circuito, el competidor deberá encestar el balón en el siguiente aro ubicado en lo alto del carro donde lo espera su compañero, una vez que lo logre, el equipo trasladará el carro hasta la línea blanca y allí deberán encestar el balón del último aro. La primera dupla en hacerlo, tomará el testimonio y se convertirá en la dupla vencedora del duelo de eliminación.
  - Tipo de duelo: Puntería.
  - Salvados: Bastián Herrera y Pablo Herrera.
  - Perdedoras: Flavia Fucenecco y Rosa Reyna.
    - Eliminada: Rosa Reyna.

### Semana 2
- Competencia generacional: La competencia generacional por equipos consiste en construir una torre de tres metros utilizando los elementos ubicados al fondo del campo de juego. El primer equipo que logre armar la torre de tres metros y consiga el testimonio se convertirá en el vencedor de la competencia.
  - Ganadores: Hijos.
  - Perdedores: Padres.

- Competencia de inmunidad Hijos: El objetivo de la prueba es mantenerse el mayor tiempo posible sobre unos maderos sin tocar el suelo. Cada madero tiene un número, y éstos se irán sacando a medida que avanza la prueba. Quien se mantenga más tiempo sin caerse al piso ganará la competencia de inmunidad.
  - Inmunes: Bruno Zaretti y Goreti Rodrigues.
  - Nominados: Álvaro Eder y Aynara Eder.

- Competencia de inmunidad Padres: El objetivo de la prueba es elevar una pelota hasta la parte de arriba de un tubo. Para lograrlo cada participante deberá llenar un traje de agua con una cubeta, correr al otro lado del campo de juego y vaciar el agua en una plataforma. El primero que llene de agua el tubo, eleve la pelota hasta la cima de este y coga el testimonio ganará la competencia.
  - Inmunes: Daniela Cardone y Rolando Pisanú.
  - Nominados: Marcelo Zunino y Michelle Zunino.

- Duelo de eliminación: El objetivo de la prueba es armar un puzle, para lograr esto un integrante de la dupla deberá desatornillar los pernos desde una estructura metálica para liberar 5 grupos de piezas amarradas con un cordel y una argolla. Liberado un grupo de piezas, el competidor las deberá llevar hacia un primer integrante de su equipo, que ayudado de unas varas con ganchos, colgará las piezas y las irá pasando al próximo integrante del equipo, que usará el mismo mecanismo, y así sucesivamente. Finalmente el otro integrante de la dupla deberá recibir las piezas al final del trayecto, y quitarlas de sus amarras para poder empezar a armar el puzle, la primera dupla que complete el puzle y coga el testimonio ganará la competencia.
  - Tipo de duelo: Habilidad.
  - Salvados: Javier Oldani y Raúl Oldani.
  - Perdedores: Álvaro Eder y Aynara Eder.
    - Eliminado: Álvaro Eder.

### Semana 3
- Competencia generacional: El objetivo de la prueba es conducir el flujo de agua hacia el interior de un barril. Para lograr esto cada equipo deberá construir un circuito de cañerías usando diferentes tubos de variados tamaños de longitud. El primer integrante del equipo elegirá un tubo y lo llevará hasta una primera sección del circuito, donde se encuentra un barril junto a una cañería, así sucesivamente cada integrante hará el trayecto para hacer coincidir los extremos de cada tubo. El primer equipo que logre abrir la llave y hacer que el agua fluya y llene el barril, gana la competencia.
  - Ganadores: Padres.
  - Perdedores: Hijos.

- Competencia de inmunidad Padres: El objetivo de la prueba es insertar 3 pelotas de un color en las canastas respectivas, para esto los participantes por dos etapas. En la primera etapa deberán tomar la bombilla, subsionar con la boca una de las pelotas y dejarla caer en la pecera. En la segunda etapa deberán ubicar la pelota y maniobrar el brazo para luego encestarla en un canasto. Si en algún momento la pelota de color cae al suelo deberán volver al comienzo de la etapa respectiva. El primer participante en depositar las 3 pelotas en el canasto y rescatar el testimonio será el ganador.
  - Inmunes: Bastián Herrera y Pablo Herrera.
  - Nominados: Melisa Rojas y Ricardo Rojas.

- Competencia de inmunidad Hijos: El objetivo de la competencia es rescatar cada uno de los medallones y colocarlos en el otro extremo del campo de juego. Para lograrlo cada participante deberán escalar una malla metálica, luego correr hasta cada una de las manillas y girar en torno a ellas hasta desatornillarlas para así liberar los medallones. Quién logre hacerlo en el menor tiempo posible será el ganador.
  - Inmunes: Dominique Lattimore y Cecilia Navarrete.
  - Nominados: Aynara Eder.

- Duelo de eliminación: El objetivo de la prueba es trasladar 5 cubos de un color al otro extremo del campo de juego. Para lograrlo cada participante deberá empujar con una barra de fierro un cubo de color por un circuito de barras evitando que se caigan. Después el otro integrante de la dupla tomará el cubo y lo pasará a un puente donde el cubo será desplazado por 4 integrantes del equipo. Posteriormente entregará el cubo a otro grupo de compañeros que estarán sentados y lo pasarán por encima de sus cabezas hacia atrás. Finalmente el otro integrante de la dupla deberá recibir cada uno de los cubos y formarlos en línea junto a cinco cubos blancos que están previamente ubicados. Cada vez que sume un cubo al final de la hilera, tendrá que tomar el primero y ubicarlo al final, repitiendo lo mismo con cada cubo, haciéndolos avanzar hasta el final del pasillo. La primera dupla que ponga el último cubo al final del camino y tome el testimonio, será la ganadora.
  - Tipo de duelo: Precisión.
  - Salvados: Javier Oldani y Raúl Oldani.
  - Perdedores: Melisa Rojas y Ricardo Rojas.
    - Eliminado: Ricardo Rojas.

### Semana 4
- Competencia generacional: El objetivo de la prueba es unir una cadena con 18 piezas de dominó. Para lograrlo, los participantes de cada equipo deberán correr, tomar una pieza y dejarla en una tabla horizontal, haciendo coincidir los números como en un juego de dominó. Así, cada integrante tendrá su turno para conectar los números, hasta llegar a una ficha doble cinco. Si un integrante se equivoca de ficha, deberá dejarla en el suelo y el próximo compañero tendrá la tarea de corregir la o las fichas colocadas erróneamente. El primer equipo que logre completar la cadena de dominós y tome el testimonio será el ganador.
  - Ganadores: Padres.
  - Perdedores: Hijos.

- Competencia de inmunidad Padres: La prueba consiste en que cada participante deberá enganchar y sostener un tubo sobre el tambor con la ayuda de un par de manillas. El participante que logre mantener el tubo en forma vertical el mayor tiempo posible, sin tocar el tambor, será el ganador.
  - Inmunes: Noana Menares y Rodrigo Menares.
  - Nominados: Bruno Zaretti y Goreti Rodrigues.

- Competencia de inmunidad Hijos: El objetivo de la prueba es trasladar los medallones de un extremo a otro del campo de juego. Para lograrlo cada competidor deberá traspasar uno a uno los conos a través de una estructura de tubos, correr a buscar un medallón, regresar y devolver los conos a sus posición final y colgar su medallón en un mástil con una bandera. El participante que primero logre colgar todos sus medallones y alcance el cetro, será el vencedor.
  - Inmunes: Dominique Lattimore y Cecilia Navarrete.
  - Nominados: Erick Pohlhammer y José Miguel Pujol.

- Duelo de eliminación: El objetivo de la prueba es trasladar 7 sacos y rescatar los medallones que se encuentran al otro extremo del campo de juego. Para lograrlo, un integrante de la dupla usará una bara para mover el saco que está sobre una reja metálica, hasta botarlo al suelo. Luego trasladará el saco hasta donde se encuentra el resto del equipo, quiénes lo trasladarán mano a mano por la segunda tarima hasta entregárselo al segundo integrante de la dupla, éste deberá enganchar el saco con un mosquetón y usando una bara deberá tomar al otro extremo una cuerda y tirarla hasta elevar el saco. Una vez hecho esto, tomará un medallón y se lo entregará al primer duelista para que lo posicione en la bandera de su color. La primera dupla en trasladar todos los sacos, rescatar los medallones y tomar el cetro, será la ganadora.
  - Tipo de duelo: Fuerza y velocidad.
  - Salvados: Bruno Zaretti y Goreti Rodrigues.
  - Perdedoras: Camila Merino y Tatiana Merino.
    - Eliminada: Camila Merino.

### Semana 5
- Competencia generacional: El objetivo de la prueba es trasladar un cubo blanco desde el inicio hasta la salida, ubicada al final del rompecabezas. Para lograrlo los participantes de cada equipo deberán mover dos piezas por turno para hacer avanzar y liberar el cubo blanco de la plataforma, evitando los cubos con puntos negros, los cuales están fijos. El primer equipo que consiga liberar el cubo y tome el cetro, será el ganador.
  - Ganadores: Hijos.
  - Perdedores: Padres.

- Competencia de inmunidad Padres: El objetivo de la prueba es ubicar los medallones en su banderín correspondiente. Para esto los participantes deberán cubrir sus cabezas con una malla en cuyo extremo se encuentra una bola de béisbol. Luego, sin usar las manos, deberán hacer girar la malla con la bola alrededor de sus cuerpos para lograr botar un muñeco de madera. Una vez que los boten, deberán tomarlos y correr para pasar una barra de equilibrio y ubicar el muñeco sobre un cubo de madera. Posteriormente deberán volver por la misma barra, tomar el medallón y dejarlo en su banderín correspondiente, para luego repetir el circuito. El primer participante que ubique los medallones y rescate el cetro será el ganador.
  - Inmunes: Tatiana Merino.
  - Nominados: Noana Menares y Rodrigo Menares.

- Competencia de inmunidad Hijos: El objetivo de la competencia es liberar una pelota impulsándola con agua a través de una cañería. Para lograrlo los participantes deberán usar dos cucharones y llenarlos de agua para luego pasar sobre una barra de equilibrio y voltear el agua en un balde. Luego, con el balde en su poder, deberán atravesar un túnel de red. Finalmente con la ayuda de una esponja tendrán que meter el agua en la tubería para que la pelota salga por el otro extremo. El primer participante que logre que la bola caiga por el extremo del tubo y toma el cetro, será el ganador de la competencia.
  - Inmunes: Flavia Fucenecco.
  - Nominados: Daniela Cardone y Rolando Pisanú.

- Duelo de eliminación: El objetivo de la prueba es trasladar 10 botellas de un extremo a otro del campo de juego. Para lograrlo un integrante de la dupla deberá equilibrar dos botellas en una bara horizontal y atravesar un laberinto de barras diagonales. Luego, dejará una de las botellas sobre una caja de madera, las cuales se las dejará a su equipo. Utilizando unos ganchos, sus compañeros deberán traspadar la botella mientras mantienen el equilibrio sobre unas vigas. El último integrante del equipo deberá subir las botellas hasta una plataforma y entregársela al segundo duelista. El segundo duelista deberá equilibrar la botella sobre una bara vertical, atravesar un segundo laberinto y finalmente posicionar la botella sobre un barril. La primera dupla es trasladar las 10 botellas y tomar el cetro, será la ganadora.
  - Tipo de duelo: Equilibrio.
  - Salvados: Daniela Cardone y Rolando Pisanú.
  - Perdedores: Noana Menares y Rodrigo Menares.
    - Eliminada: Noana Menares.

### Semana 6
- Competencia generacional: El objetivo de la prueba es lograr ubicar la mayor de cantidad de pelotas en el centro de un círculo rojo ubicado en una estructura de madera. Utilizando la técnica que estimen conveniente, cada integrante tendrá su turno de lanzamiento y repetirán hasta terminar las pelotas de su color. Los lanzamientos serán alternados entre los equipos, pudiendo chocar con las pelotas del equipo contrario y sacarlas del círculo. En el caso de empate, cada equipo tendrá 10 pelotas de reserva. Quién primero logre completar la prueba y tome el cetro, será el equipo ganador.
  - Ganadores: Padres.
  - Perdedores: Hijos.

- Competencia de inmunidad Padres: El objetivo de la prueba es encestar los balones en una canasta ubicada al final del circuito. Para ello los participantes deberán realizar un circuito de cuatro etapas. Primero lanzarán una pelota a través de una tarima para lograr que entren en un agujero, luego tendrán que lanzar la pelota en un aro horizontal. La tercera etapa consiste en que deben lanzar la pelota en un gran cílindro vertical. Finalmente deberán hacer rebotar la pelota en un tarima, para que pueda encestarse en el aro. El primero que complete el circuito gana la competencia.
  - Inmunes: Dominique Lattimore y Cecilia Navarrete.
  - Nominados: Bruno Zaretti y Goreti Rodrigues.

- Competencia de inmunidad Hijos: El objetivo de la prueba es liberar una bola tras provocar un efecto dominó. Para lograrlo, los participantes deberán depositar una a una las fichas es una caja de madera y con sus dedos, la empujarán a través de unos agujeros hasta liberarlas. El primer participante que logre ordenar las fichas en la barra, provoque el efecto dominó, libere la pelota y tome el cetro, será el ganador.
  - Inmunes: Javier Oldani y Raúl Oldani.
  - Nominados: Bastián Herrera y Pablo Herrera.

- Duelo de eliminación: El objetivo de la prueba es trasladar cuatro medallones de un extremo al otro del campo de juego. Para lograrlo, el primer duelista deberá subir a un tambór, tomar el medallón y cruzar una escalera de metal, para luego empujar una gran esfera metálica a través de un circuito de obstáculos, para luego entregar la esfera a los compañeros de su equipo y posteriormente continuar el circuito hasta ubicar la esfera en un arco metálico. Solo en este momento, el primer duelista deberá correr y entregar el medallón al segundo duelista, quién tendrá que engancharlo en una cuerda, trasladarlo y ubicarlo bajo la bandera. Para rescatar el siguiente medallón, el equipo deberá regresar con la esfera hasta el punto de partida. La primera dupla que logre trasladar los cuatro medallones y tome el cetro, será la vencedora.
  - Tipo de duelo: Fuerza y velocidad.
  - Salvados: Bruno Zaretti y Goreti Rodrigues.
  - Perdedores: Bastián Herrera y Pablo Herrera.
    - Eliminado: Bastián Herrera.

### Semana 7
- Competencia generacional: El objetivo de la prueba es rescatar 18 palos del color de cada equipo y terminar de construir una rampa. La dificultad de la prueba es que los participantes estarán con los ojos vendados y habrá un líder que los guiará a distancia solo con la voz. El equipo que logre construir la rampa y tome el cetro, será el ganador.
  - Ganadores: Hijos.
  - Perdedores: Padres.

- Competencia de inmunidad Padres: El objetivo de la prueba es construir una gran torre de catorce niveles. El competidor que primero arme la torre, ubique la pelota en la cima y tome el cetro será el ganador.
  - Inmune: Tatiana Merino.
  - Nominados: Bruno Zaretti y Goreti Rodrigues.

- Competencia de inmunidad Hijos: El objetivo de la competencia es hizar una bandera. Para lograrlo, los participantes deberán desenredar las cuerdas del montón, una a la vez. Una vez desenredada la primera cuerda, deberán atravesarla por tres agujeros ubicados en una reja. El primer participante que logre atar todas las cuerdas, hize la bandera y rescate el cetro, será el ganador.
  - Inmune: Flavia Fucenecco.
  - Nominada: Aynara Eder.

- Duelo de eliminación: El objetivo de la prueba es encestar 6 pelotas en un agujero de un panel vertical. Para lograrlo, un integrante de la dupla deberá desatornillar una a una las pelotas de la estructura metálica para después depositarla en una canaleta, luego los competidores del equipo, tendrán que ubicar la pelota en un soporte que tensando una cuerda trasladarán hasta el final del campo de juego. Luego el segundo duelista tomará la pelota y con una estructura metálica intentará encestar la pelota en un agujero. La primera dupla que logre encestar las 6 pelotas y tome el cetro, será la ganadora.
  - Tipo de duelo: Habilidad.
  - Salvadas: Aynara Eder y Daniela Cardone.
  - Perdedores: Javier Oldani y Raúl Oldani.
    - Eliminado: Raúl Oldani.

### Semana 8
- Competencia generacional: El objetivo de la prueba es resolver un sudoku gigante compuesto por seis figuras diferentes que no podrán repetirse vertical ni horizontalmente. El primer equipo que logre ubicar las piezas del sudoku en la estructura y tome el cetro, será el ganador.
  - Ganadores: Hijos.
  - Perdedores: Padres.

- Competencia de inmunidad Hijos: El objetivo de la competencia es recuperar los medallones ubicados al final del campo de juego. Para lograrlo, los participantes deberán cumplir varias etapas, en la primera ayudados de un bastón, deberán impulsar una pelota y hacerla caer en un agujero. En la segunda etapa con una resortera deberán encestar otra pelota en un aro. Finalmente tendrán que catapultar una pelota dentro de una malla, para luego ir y alcanzar un medallón, luego deberán regresar al punto de partida y ubicarlo en un mástil. El primer participante que logre rescatar todos los medallones y tome el cetro, será el ganador.
  - Inmunes: Bruno Zaretti y Goreti Rodrigues.
  - Nominada: Aynara Eder.

- Competencia de inmunidad Padres: El objetivo de la competencia es completar un rompecabezas con las piezas atrapadas en un sistema de llaves. Para lograrlo, los participantes deberán liberar una a una las ocho piezas atrapadas y correr hasta un panel ubicado al fondo del campo de juego, donde deberán ubicar cada pieza en su lugar correspondiente. El primer participante que logre completar el rompecabezas y tome el cetro, será el ganador.
  - Inmune: Tatiana Merino.
  - Nominados: Erick Pohlhammer y José Miguel Pujol.

- Duelo de eliminación: El objetivo de la prueba es trasladar cuatro medallones hasta el final del campo de juego, pasando por cuatro módulos. Para lograrlo, el primer duelista deberá liberar un medallón girando una manibela, una vez liberado el medallón lo entregará a un integrante de su equipo que lo pasará de mano en mano por una reja perforada, hasta entregarlo al segundo duelista. Hecho esto, el duelista deberá pasar en zig-zag un sendero, liberando y enganchando las cadenas para finalmente subir y bajar una escalera, depositar el medallón en la bandera correspondiente y regresar para repetir el circuito. La primera dupla que logre trasladar todos los medallones y tome el cetro, será la ganadora.
  - Tipo de duelo: Destreza.
  - Salvados: Aynara Eder y Marcelo Zunino
  - Perdedoras: Melisa Rojas y Daniela Cardone.
    - Eliminada: Melisa Rojas

### Semana 9
- Competencia generacional: El objetivo de la prueba es descifrar las ocho palabras ubicadas en un panel gigante, las cuales cuentan con solo una letra como pista. Para conseguirlo, los equipos deberán formar parejas, las cuales tomarán un paquete con letras y correr hasta el panel para formar la palabra correcta. El primer equipo que logre resolver las ocho palabras y tome el cetro será el ganador.
  - Ganadores: Hijos.
  - Perdedores: Padres.

- Competencia de inmunidad Padres: El objetivo de la prueba es ordenar en forma vertical cuatro cubos sin repetir ninguno de sus colores. Para lograrlo, los participantes deben trasladar los cubos uno a uno con una estructura de un extremo a otro, deberán ubicarlos en una estructura metálica en las que deberán convinarlos de tal forma que cada cara del cubo no se repita con otra. Quién primero logre armar la secuencia de colores y tome el cetro, será el ganador.
  - Inmune: Tatiana Merino.
  - Nominados: Bruno Zaretti y Goreti Rodrigues.

- Competencia de inmunidad Hijos: El objetivo de la competencia es recuperar los medallones ubicados al final del campo de juego. Para lograrlo, cada participante deberán botar un palitroque usando una estructura colgante, luego deberán lanzar una bola por un circuito de obstáculos y finalmente derribar 5 palitroques. Quién primero logre trasladar todos los medallones y tome el cetro, será el ganador de la competencia de inmunidad.
  - Inmunes: Daniela Cardone y Rolando Pisanú.
  - Nominados: Erick Pohlhammer y José Miguel Pujol.

- Duelo de eliminación: El objetivo de la prueba es intercambiar 4 baldes por 4 medallones. Para lograrlo, el primer duelista deberá enganchar un balde con una cadena en su interior, luego llevarla a una barra de fierro y trasladarla en zig zag por un circuito. Luego, cada integrante del equipo deberá pasar la cadena por un tubo, hasta entregársela al segundo duelista, el cual trasladará otro balde hasta una reja la cuá deberá escalar. Finalmente deberá traspasar el balde con la cadena por una estructura metálica horizontal. La primera dupla que logre trasladar los medallones al inicio del campo de juego y tome el cetro, será la ganadora.
  - Tipo de duelo: Velocidad y destreza.
  - Salvados: Rodrigo Menares y Dominique Lattimore.
  - Perdedores: Bruno Zaretti y Goreti Rodrigues.
    - Eliminada: Goreti Rodrigues.

### Semana 10
- Competencia generacional: El objetivo de la prueba es reunir 16 banderines del color de cada equipo. Para lograrlo, los competidores deberán reunir 16 parejas de elementos, los cuales se encuentran cubiertos por una cúpula. El competidor que encuentre dos elementos iguales deberá llevarlos a una tarima ubicada al final del campo de juego, tomar uno de los banderines y llevarlo al punto de partida. El primer equipo que obtenga los 16 banderines y alcance el cetro plateado, será el ganador.
  - Ganadores: Hijos.
  - Perdedores: Padres.

- Competencia de inmunidad Mujeres: El objetivo de la prueba es recuperar 4 medallones que se encuentran en el otro extremo del campo de juego. Para ello, las participantes deberán engancharse una tela a la cintura y desenrrollarla del carrete. Posteriormente, deberán correr, pasar por debajo de una estructura metálica, subir una rampa y tomar el medallón para luego engancharlo a la tela, volver al punto de partida y rodar el carrete hasta recuperarlo. Quién primero logre obtener los medallones y tome el cetro, será la ganadora.
  - Inmune: Michelle Zunino y Marcelo Zunino.
  - Nominada: Aynara Eder.

- Competencia de inmunidad Hombres: El objetivo de la prueba es armar una escalera para recuperar un banderín que está al otro extremo del campo de juego. Para lograrlo, cada participante deberá liberar 6 tubos atrapados en una cuerda (solo uno por turno). Posteriormente, deberán hacer avanzar el tubo por una larga barra, haciéndolo encajar en los orificios, pero antes de hacerlo, deberán hacer avanzar un chacu que obstaculiza el paso del tubo. El primer concursante que logre armar la escalera, tome el banderín y luego corra a buscar el cetro, será el ganador.
  - Inmune: Pablo Herrera.
  - Nominados: Erick Pohlhammer y José Miguel Pujol.

- Duelo de eliminación: El objetivo de la prueba es trasladar 5 medallones, pasando por dos etapas. Para lograrlo, el primer duelista deberá trasladar una pelota por un circuito en zig zag, hasta depositarla en un aro y darle el paso a su compañero para continuar en la siguiente etapa. El segundo duelista deberá cruzar un pasamanos, subir una reja, rescatar el medallón y volver a entregarlo al primer duelista, quién deberá repetir el primer circuito de regreso. La primera dupla que logre trasladar los medallones y tome el cetro, será la vencedora.
  - Tipo de duelo: Resistencia y velocidad.
  - Ganadores: Dominique Lattimore y Rodrigo Menares.
  - Eliminados: Erick Pohlhammer y José Miguel Pujol.

### Semana 11
- Competencia generacional: El objetivo de la prueba es armar una torre compuesta por doce cubos de madera. Para lograrlo, los competidores deberán formar parejas y en sincronía tendrán que enganchar los cubos de una estructura metálica para depositarlos en la plataforma ubicada al final de la prueba. El primer equipo que arme la torre y tome el cetro, será el ganador.
  - Ganadores: Hijos.
  - Perdedores: Padres.

- Competencia de inmunidad Mujeres: El objetivo de la prueba es trasladar cinco argollas doradas al final del campo de juego. Para lograrlo, deberán hacer avanzar la argolla dorada, tambor por tambor, seguidas de otras cuatro argollas de colores que deberán mover hasta liberarlas. Quién primero logre trasladar las cinco argollas doradas y tome el cetro, será la ganadora.
  - Inmune: Dominique Lattimore.
  - Nominada: Aynara Eder.

- Competencia de inmunidad Hombres: El objetivo de la prueba es desatornillar cuatro medallones, ubicados en una estructura metálica en el otro extremo del campo de juego. Ayudándose de dos cajones, los participantes deberán ir por los medallones y volver para atornillarlo en su bandera correspondiente. El primer participante que logre ubicar los cuatro medallones en su bandera y tome el cetro, será el ganador.
  - Inmune: Javier Oldani.
  - Nominados: Rodrigo Menares.

- Duelo de eliminación: El ovjetivo de la prueba es trasladar cinco medallones de un extremo a otro del campo de juego. Para lograrlo, el primer duelista tendrá que obtener el medallón cruzando un pasillo de ida y otro de vuelta, para luego subir una rampa y entregar el medallón a su compañero a través de un agujero. El segundo duelista, deberá subir y bajar dos escaleras, cruzar en punta y codo una estructura, para luego ir a buscar el medallón y entregárselo al primer duelista quién deberá depositar cada medallón en su bandera correspondiente. La primera dupla que logre ubicar los medallones en su bandera y tome el cetro, ganará la competencia.
  - Tipo de duelo: Habilidad y resistencia.
  - Ganadores: Rodrigo Menares y Flavia Fucenecco.
  - Eliminados: Marcelo Zunino y Michelle Zunino.

### Semana 12
- Competencia de inmunidad Mujeres: El objetivo de la prueba es trasladar cinco cadenas al final del campo de juego. Para lograrlo, las participantes deberán cruzar un puente tibetano y armar una estructura colgante. Luego, deberán regresar al inicio, tomar una a una las cadenas, para trasladarlas al puente tibetano. Quién primero logre trasladar las cadenas a la estructura colgante y tome el cetro, será la ganadora.
  - Inmune: Flavia Fucenecco.
  - Nominada: Aynara Eder.

- Competencia de inmunidad Hombres: El objetivo de la prueba es trasladar seis tambores al otro extremo del campo de juego. Para ello, los participantes deberán realizar un circuito de cuatro etapas, que consiste en hacer cruzar el tambor a través de distintos agujeros. El primer participante que logre depositar los seis tambores en el agujero de la rampa y tome el cetro, será el ganador.
  - Inmune: Bruno Zaretti.
  - Nominado: Pablo Herrera.

- Duelo de eliminación: El objetivo de la prueba es rescatar 4 medallones que se encuentran al otro extremo del campo de juego. Para lograrlo, la primera integrante de la dupla deberá cruzar por debajo de una red para darle el pase a su compañera. Luego, la segunda duelista deberá escalar una reja y de pasar al otro lado, para subir una rampa y rescatar el medallón, para luego regresar repitiendo el mismo circuito hasta entregar el medallón a su compañera quién deberá insertarlo en su bandera. La primera dupla que rescate todos los medallones y tome el cetro, será la ganadora.
  - Tipo de duelo: Agilidad y resistencia.
  - Ganadoras: Cecilia Navarrete y Dominique Lattimore.
  - Eliminadas: Aynara Eder y Tatiana Merino.

### Semana 13
- Competencia de inmunidad: El objetivo de la prueba es recuperar los cuatro testimonios que se encuentran del otro lado del campo de juego. Para lograrlo, el primer competidor de cada dupla deberá pasar por un módulo con peldaños sin tocar el suelo y correr hasta un cajón para dar el pase a su compañero, quién ayudándose de un tablón debe cruzar las cuatro tarimas, rescatar el medallón y realizar el circuito de regreso. La primera dupla que logre trasladar los cuatro testimonios y tome el cetro, será la ganadora.
  - Inmunes: Bastián Herrera y Pablo Herrera.
  - Nominadas: Flavia Fucenecco y Rosa Reyna.

- Competencia de inmunidad: Un participante de la dupla deberá atravesar las estructuras para llegar a la mitad del campo de juego donde recibirá el banderín que su otro compañero le alcanzará cuando logre vencer la resistencia de la cuerda que lo sujeta, tendrán que hacer el recorrido de vuelta para dejar el banderín en su posición final. La primera dupla que coloque sus 5 banderines será la vencedora.
  - Inmunes: Javier Oldani y Raúl Oldani.
  - Nominados: Bruno Zaretti y Goreti Rodrigues.

- Duelo de eliminación: Un integrante de la dupla deberá bajar un cajón de la estructura y luego junto a su dupla deberán trasladarlo por un laberinto metálico con la ayuda de unos ganchos, una vez superado este obstáculo el segundo integrante de la dupla debe usar el cajón a modo de peldaño para obtener un banderín que deberá ser colocado en lo alto de la estructura. La primera dupla que coloque sus 5 banderines será la vencedora de este duelo.
  - Tipo de duelo: Habilidad
  - Ganadores: Bruno Zaretti y Goreti Rodrigues.
  - Eliminadas: Flavia Fucenecco y Rosa Reyna.

- Competencia de inmunidad: Un integrante de la dupla deberá sortear un obstáculo y luego trepar por el caño para tomar un banderín que deberá llevar y dejar en lo alto de una estructura. El otro integrante deberá llegar hasta ahí atravesando otro obstáculo para tomar y trasladar el banderín hasta su posición final. La primera dupla que coloque sus 5 banderines será la vencedora.
  - Inmunes: Javier Oldani y Raúl Oldani.
  - Nominados: Dominique Lattimore y Cecilia Navarrete.

- Competencia de inmunidad: El objetivo de la prueba es recuperar 5 medallones desde el final del campo de juego. Para lograrlo, el primer competidor de cada dupla, deberá cruzar un túnel de tambores y una pared a través de una abertura, para dar el pase a su dupla. El segundo competidor de cada dupla, deberá realizar un circuito en donde deberá cruzar en zig zag una estructura para así llegar al final del campo de juego y obtener el medallón. La primera dupla que logre trasladar los 5 medallones y tome el cetro, será la ganadora.
  - Inmunes: Bastián Herrera y Pablo Herrera.
  - Nominados: Daniela Cardone y Rolando Pisanú.

- Duelo de eliminación: El objetivo de la prueba es recuperar 4 banderas ubicadas en un laberinto. Para lograrlo, cada participante deberá ingresar al laberinto, tomar la bandera e incertarla en un tubo. Luego, el otro concursante de la dupla, con una cuerda deberá elevar la bandera hasta un tope. La primera dupla en recuperar las banderas y tomar el cetro, será la ganadora.
  - Tipo de duelo: Agilidad.
  - Ganadores: Daniela Cardone y Rolando Pisanú.
  - Eliminadas: Dominique Lattimore y Cecilia Navarrete.

## Gran final
Antes de la final, el domingo 8 de junio de 2014 se anunció a los finalistas que pasan directo a la final por votos telefónicos, entre los votos que fueron recibidos entre fines de febrero de 2014, hasta el día anteriormente mencionado (8 de junio), hubo 5 hombres y mujeres más votados, de los cuales, solo uno fue el más popular, ganándose la inmunidad hasta la final junto a su dupla. Los resultados fueron los siguientes:
| Resultados          |
| Participante        |
| ------------------- |
| Bruno Zaretti       |
| Pablo Herrera       |
| Javier Oldani       |
| Rolando Pisanú      |
| Dominique Lattimore |

La Gran Final se transmitió en directo desde el sector de Lonquén, el día martes 10 de junio de 2014, obteniendo la dupla ganadora, conformada por Pablo Herrera y Bastián Herrera, $20.000.000 millones de pesos para cada uno.
| Parejas        | Semifinalistas                 | Tipo de Competencia            | Finalistas                    | Tipo de Duelo                    | Ganadores                     |
| -------------- | ------------------------------ | ------------------------------ | ----------------------------- | -------------------------------- | ----------------------------- |
| Dupla Número 1 | Bruno Zaretti Goreti Rodrigues | Agilidad, habilidad y destreza |                               | Habilidad, rapidez y resistencia |                               |
| Dupla Número 2 | Daniela Cardone Rolando Pisanú | Agilidad, habilidad y destreza |                               | Habilidad, rapidez y resistencia |                               |
| Dupla Número 3 | Javier Oldani Raúl Oldani      | Agilidad, habilidad y destreza | Javier Oldani Raúl Oldani     | Habilidad, rapidez y resistencia |                               |
| Dupla Número 4 | Pablo Herrera Bastián Herrera  | Agilidad, habilidad y destreza | Pablo Herrera Bastián Herrera | Habilidad, rapidez y resistencia | Pablo Herrera Bastián Herrera |
| Dupla Número 5 | Rodrigo Menares Noana Menares  | Agilidad, habilidad y destreza | Rodrigo Menares Noana Menares | Habilidad, rapidez y resistencia |                               |